# (1475) Yalta
(1475) Yalta – planetoida z grupy pasa głównego asteroid okrążająca Słońce w ciągu 3 lat i 221 dni w średniej odległości 2,35 au. Została odkryta 21 września 1935 roku w Obserwatorium Simejiz na górze Koszka na Półwyspie Krymskim przez Piełagieję Szajn. Nazwa planetoidy pochodzi od miasta Jałta na Krymie. Przed nadaniem nazwy planetoida nosiła oznaczenie tymczasowe (1475) 1935 SM.